# Протохори
Протохо̀ри или Портора̀з (на гръцки: Πρωτοχώρι, катаревуса Πρωτοχώριον, Протохорион, до 1928 година Πορτοράζ, Портораз) е село в Гърция, в дем Кожани, област Западна Македония.

## География
Селото е разположено на 670 m надморска височина, югозападно от град Кожани, в подножието на Червена гора. Протохори има две махали.

## История

### В Османската империя
В 1528 година Портораз има 81 домакинства с 365 жители.
В XIX век Портораз е смесено гръцко-турско село в югозападната част на Кожанската каза на Османската империя. Александър Синве ("Les Grecs de l’Empire Ottoman. Etude Statistique et Ethnographique"), който се основава на гръцки данни, в 1878 година пише, че в Проторази (Protorazi) живеят 120 гърци. През 1893 селото е обитавано от 160 семейства на християни и 217 мюсюлмани, като жителите му са около 1800. В началото на XX век християнските му жители го напускат и то става чисто турско. Според статистиката на Васил Кънчов („Македония. Етнография и статистика“) през 1900 година в Путарасъ (Питараста) има 278 турци.
На Етнографската карта на Битолския вилает на Картографския институт в София от 1901 година Путрас е чисто турско село в Кожанската каза на Серфидженския санджак с 63 къщи.
Според статистика на Серфидженския санджак на гръцкото консулство в Еласона от 1904 година в Порторази (Πορτοράζι), Кожанска каза, живеят 350 турци.

### В Гърция
През Балканската война в 1912 година в селото влизат гръцки части и след Междусъюзническата в 1913 година Портораз остава в Гърция. В 1922 година мюсюлманското население на селото се изселва и в Портораз са заселени гърци бежанци. Първите бежанци са малоазийски гърци, които пристигат през август 1922 г. През декември пристигат понтийски гърци и малко тракийци. В началото на март 1923 година е изгорена джамията и двете турски училища и на тяхно място е построена голямата църква „Свети Георги“, завършена в 1926 година и голяма двуетажна училищна сграда.
През 1927 година името на селото е сменено на Протохори, в превод Главно село. В 1928 година Протохори е чисто бежанско селище със 123 бежански семейства и 184 жители бежанци.
Бежанците са от Цариград (8 семейства), Смирна-Бурса (15 семейства), Трапезунд-Мацука (177 семейства), Керазунд (7 семейства), Амасия (6 семейства), Аргируполи (3 семейства), Санда (3 семейства), Сурмена (5 семейства), Синоп (5 семейства).
Населението традиционно произвежда жито, картофи, тютюн и други земеделски продукти, като се занимава и със скотовъдство.
| Име       | Име          | Ново име   | Ново име   | Описание                                   |
| --------- | ------------ | ---------- | ---------- | ------------------------------------------ |
| Куру гьол | Κουρού Γκιόλ | Ксиролакос | Ξηρόλακκος | местност в Червена гора на СЗ от Протохори |
| Бакседес  | Μπαξέδες     | Кипи       | Κήποι      | местност на С от Протохори                 |

| Година    | 1913 | 1920 | 1928 | 1940 | 1951 | 1961 | 1971 | 1981 | 1991 | 2001 | 2011 | 2021 |
| --------- | ---- | ---- | ---- | ---- | ---- | ---- | ---- | ---- | ---- | ---- | ---- | ---- |
| Население | 465  | 515  | 452  | 628  | 571  | 580  | 479  | 506  | 741  | 626  | 830  | 716  |